# NGC 5413
NGC 5413 (другие обозначения — UGC 8901, MCG 11-17-12, ZWG 317.12, NPM1G +65.0100, PGC 49677) — эллиптическая галактика (E) в созвездии Дракон.
Этот объект входит в число перечисленных в оригинальной редакции «Нового общего каталога».